# Simphiwe Dludlu
Simphiwe Dludlu là một hậu vệ bóng đá người Nam Phi. Cô chơi bóng cho câu lạc bộ Mamelodi Sundowns và trước đây là cho đội bóng đá nữ quốc gia của Nam Phi. Cô cũng là huấn luyện viên của đội bóng đá của Đại học Pretoria.

## Đầu đời
Dludlu học trường trung học TuksSport. Năm 2007, cô bắt đầu học tại Đại học Pretoria và tốt nghiệp bằng khoa học thể thao vào năm 2012.

## Sự nghiệp

### Câu lạc bộ
Ở cấp độ câu lạc bộ, Dludlu hiện đang chơi ở vị trí hậu vệ cho Mamelodi Sundowns. Trong giới bóng đá, cô có biệt danh là "Shorty".

### Quốc tế
Dludlu ra sân hiện lần đầu tiên cho đội tuyển Bóng đá nữ quốc gia Nam Phi vào năm 2006 trong trận đấu với đối thủ là đội tuyển Mozambique. Cô ấy là đội trưởng của đội 2009 từ năm 2009. Cô là đội trưởng của đội tuyển quốc gia từ năm 2009 đến năm 2010.
Vào tháng 5 năm 2014, Dludlu đã thực hiện lần thứ 50 cho đội bóng cao cấp Nam Phi trong trận giao hữu với Ghana. Vào tháng 9 năm 2014, cô được ghi tên vào danh sách để chuẩn bị tham gia Giải vô địch nữ châu Phi 2014 tổ chức tại Namibia. Cô tuyên bố từ giã bóng đá quốc tế vào tháng 3 năm 2014, thay vào đó, cô khao khát theo đuổi sự nghiệp huấn luyện. Cô kết thúc sự nghiệp chơi của mình cho đội Nam Phi với 63 lần khoác áo đội tuyển.